# Arthur Laffer
Arthur Betz Laffer (Youngstown, 14 agosto 1940) è un economista statunitense.
Sostenitore della Supply side economics, divenne molto influente negli anni dell'amministrazione Reagan, del quale fu uno dei massimi consiglieri in materia economica.

## Contributo all'economia
È conosciuto soprattutto per la curva di Laffer. Questa curva ipotizza che, se la pressione fiscale è troppo alta, le entrate fiscali calano, in virtù dei disincentivi ad aumentare l'attività lavorativa in presenza di aliquote elevate. Sebbene non rivendichi la paternità di questo concetto, rimane famoso un incontro avuto con esponenti repubblicani prima delle elezioni presidenziali del 1980. Leggenda vuole che Laffer avesse incontrato Ronald Reagan in un ristorante e lo avesse convinto della bontà della propria teoria scarabocchiando il grafico su un tovagliolo. Gli economisti si riferiscono  scherzosamente a questo aneddoto, e al tovagliolo usato, con l'espressione "the Laffer napkin of eponymity."
Il termine "curva di Laffer" fu coniato da una giornalista del Wall Street Journal,  Jude Wanniski , anche lei presente a quell'incontro. Il concetto di base non è rivoluzionario: lo stesso Laffer affermò di averlo appreso da John Maynard Keynes. Il senso della teoria è che le entrate fiscali sarebbero nulle sia con un'aliquota dello 0% oppure con quella massima del 100%, e di conseguenza tra 0% e 100% esiste un livello di aliquota che massimizza le entrate totali. L'aspetto innovativo introdotto da Laffer era quello di ipotizzare che il livello fiscale che massimizza le entrate fosse molto più basso di quanto supposto in precedenza. Prima della teoria di Laffer, era convinzione diffusa che l'aliquota più redditizia per l'erario fosse approssimativamente vicina al 100%..
| Controllo di autorità | VIAF (EN) 12374881 · ISNI (EN) 0000 0001 1560 1149 · LCCN (EN) n79079003 · GND (DE) 170105628 · BNF (FR) cb123057123 (data) · J9U (EN, HE) 987007264011505171 · NDL (EN, JA) 01170879 |

 Vedi l'immagine